# Archivolva lissenungensis
Archivolva lissenungensis is een slakkensoort uit de familie van de Ovulidae. De wetenschappelijke naam van de soort is voor het eerst geldig gepubliceerd in 2005 door Lorenz.